# Palus
Palus (plurale: paludes) è un termine latino sinonimo di "palude". È utilizzato nel campo dell'esogeologia per designare formazioni geologiche presenti sulla superficie della Luna simili agli oceani e ai mari, ma di dimensioni più ridotte. Le tre strutture morfologiche lunari cui è stato assegnato questo nome sono la Palude delle Epidemie (Palus Epidemiarum), la Palude della Decadenza (Palus Putredinis) e la Palude del Sonno (Palus Somni).
Il termine è inoltre utilizzato anche per designare strutture analoghe presenti sulla superficie di Marte e di Plutone. Sempre su Marte vi sono inoltre tre caratteristiche di albedo che usano la parola palus: Copais Palus, Lunae Palus e Oxia Palus.

## Paludes
Paludes sulla Luna
- Palus Epidemiarum
- Palus Putredinis
- Palus Somni

Paludes su Marte
- Aeolis Palus
- Cerberus Palus
- Echus Palus
- Hadriacus Palus
- Peneus Palus

Paludes su Plutone
- Hyecho Palus